# Michael Koller (Politiker)
Johann Michael Koller (* 3. September 1809 in Lam, Niederbayern; † 18. Oktober 1861 in Augsburg) war ein deutscher Arzt und Landtagsabgeordneter im Königreich Bayern.

## Leben
Koller promovierte 1832 in München, war anschließend Arzt unter anderem in Freystadt. 1844 wurde er als Nachfolger von Dr. Johann Wilhelm Schmelcher zum Landgerichts-Arzt in Beilngries ernannt, wo er sich 1849 auch als Major und Kommandant des örtlichen Landwehr-Bataillons etablierte. 1851 wechselte Koller auf die Stelle eines Kreis- und Stadtgerichtsphysicaten nach Augsburg.
In der Wahlperiode 8 (1849–1855) war Koller Landtagsabgeordneter für den Stimmkreis Eichstätt/Mfr. und gehörte mehreren Ausschüssen an.
Koller wurde 1851 zum Ehrenbürger der Stadt Beilngries ernannt und erhielt vom bayerischen König den Verdienstorden vom Heiligen Michael I. Klasse verliehen.

## Leistungen
Die wenigen, aber sehr speziellen Aufzeichnungen von Michael Koller, vor allem sein Physikatsbericht, sind von großem sozialhistorischem Interesse. 

## Werke
- (Joannes Michael Koller:) Tentamen De Rheumatismo: Dissertatio Inauguralis. Diss. München, 1832.
- Medizinisch-topographische und ethnographische Beschreibung des Physikatsbezirks Augsburg. Augsburg, 1861.
- Über die Krankheiten auf dem Lande. In: Ärztliches Intelligenz-Blatt, Bd. IX (1862) S. 111–113.